# Taenaris rothschildi
Taenaris rothschildi är en fjärilsart som beskrevs av Hans Fruhstorfer 1911. Taenaris rothschildi ingår i släktet Taenaris och familjen praktfjärilar. Inga underarter finns listade i Catalogue of Life.